# Izurtza
Izurtza (spanisch Izurza) ist ein Municipio in der spanischen Provinz Bizkaia der Autonomen Gemeinschaft Baskenland in der Comarca Durangaldea (Duranguesado). Izurtza hat 230 Einwohner (Stand: 2024), die mehrheitlich baskischsprachig sind. 

## Lage
Izurtza liegt etwa 33 Kilometer ostsüdöstlich von Bilbao in einer Höhe von ca. 210 m.

## Einwohnerentwicklung
| 1970 | 1981 | 1991 | 2001 | 2011 | 2021 |
| ---- | ---- | ---- | ---- | ---- | ---- |
| 367  | 311  | 269  | 258  | 276  | 240  |

## Sehenswürdigkeiten
- Nikolauskirche

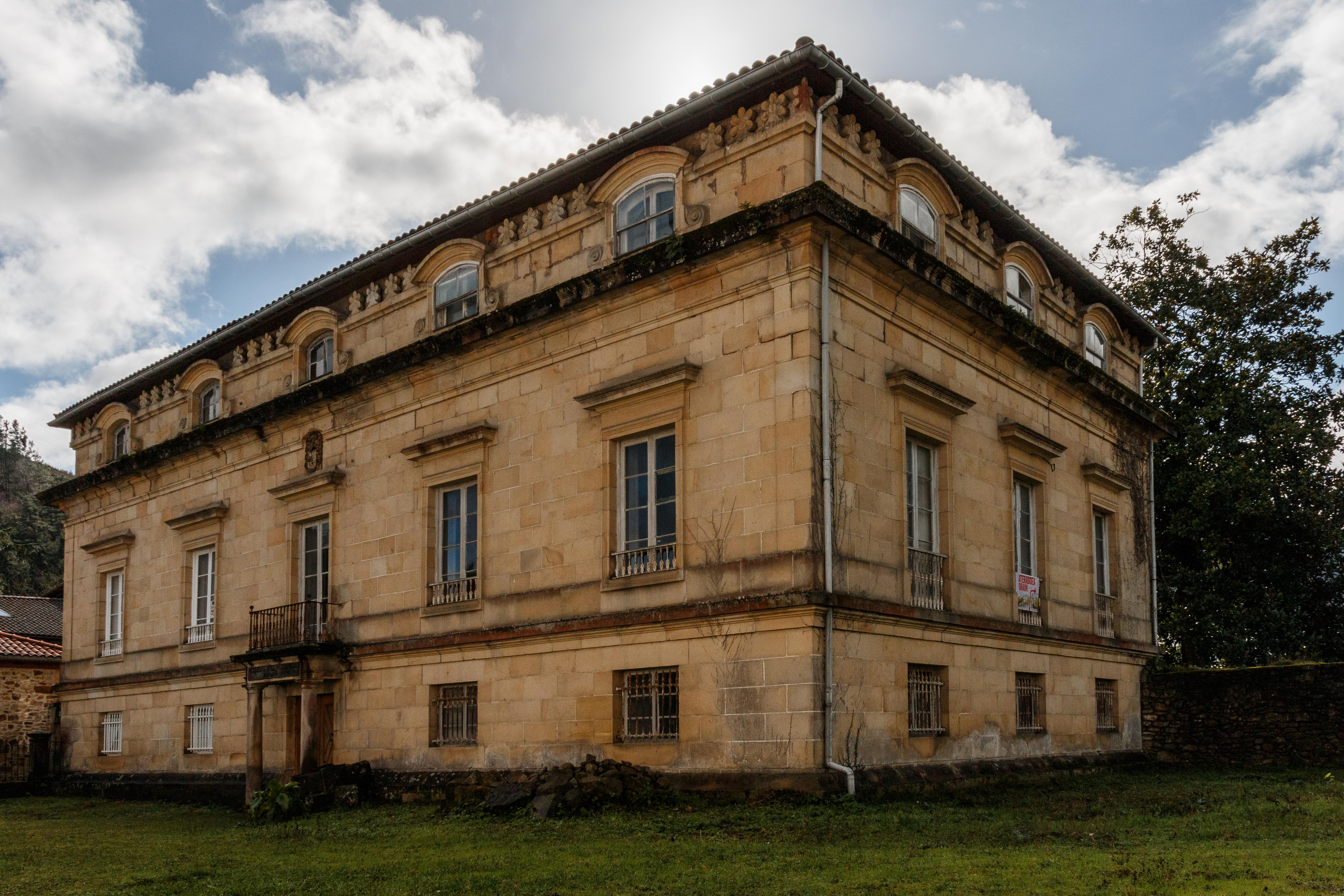
Palacio Arana
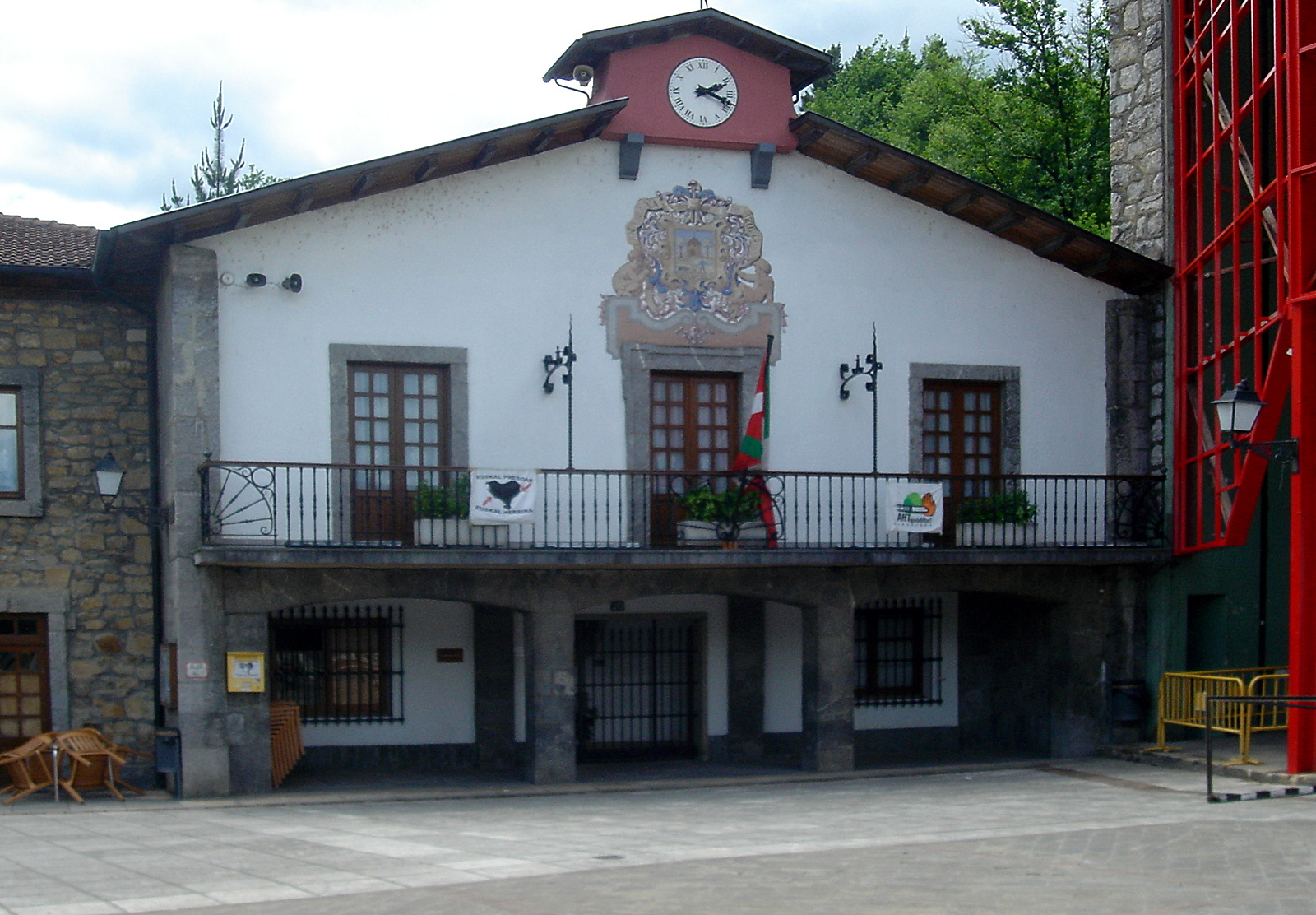
Rathaus

- Palacio Arana
- Rathaus

## Persönlichkeiten
- Ibon Ajuria (* 1971), Radrennfahrer